# Azeri labdarúgó-szövetség
Az Azeri labdarúgó-szövetség (azeriül: Azərbaycan Futbol Federasiyaları Assosiasiyası, rövidítve AFFA) Azerbajdzsán nemzeti labdarúgó-szövetsége. 1992-ben alapították. A szövetség szervezi az Azeri labdarúgó-bajnokságot, valamint működteti az azeri labdarúgó-válogatottat.